# Ruske kape
Ruske kape (serb. руске капе, także: šubarice, od kape: pol. kapelusze) – popularny deser bałkański, charakterystyczny zwłaszcza dla kuchni bośniackiej, serbskiej i chorwackiej, a także słoweńskiej, nieznany natomiast w Rosji.
Danie składa się z jajek, cukru, mąki i proszku do pieczenia. Tradycyjnie jest wypełnione kremem waniliowym, czekoladą lub obydwoma tymi składnikami, albo kremem budyniowym. Zewnętrzne brzegi oblewa się czekoladą, a całość obtacza w wiórkach kokosowych lub pokruszonych orzechach po bokach. Deser podaje się dobrze schłodzony, najczęściej na uroczystościach, takich jak wesela czy urodziny.
Nazwa dania pochodzi prawdopodobnie od kształtu rosyjskiej czapki wojskowej, tzw. kuczmy lub czapki kozaków kubańskich, które ma przypominać kształtem.
Deser spożywa się widelcem deserowym lub ręką.